# Lejos del mar
Lejos del mar es una película de drama dirigida por Imanol Uribe y protagonizada por Elena Anaya y Eduard Fernández, estrenada el 2 de septiembre de 2016.  La película relata la relación de un ex-etarra con la hija de su víctima.

## Trama
Santi (Eduard Fernández) es un etarra que se encuentra en prisión por asesinar a un guardia civil mientras paseaba con su hija. Tras la derogación de la Doctrina Parot sale de la cárcel y viaja hasta Almería para visitar a su antiguo compañero de celda, Emilio, que está enfermo terminal.
Con la intención de rehacer su vida, Santi se instala en la casa de la familia de Emilio y consigue un trabajo, pero dejar el pasado atrás no le será nada fácil. El destino lo cruza con Marina (Elena Anaya), la médico que atiende a su amigo, de la cual terminará enamorándose. Marina, que lleva años esperando poder vengarse del etarra que mató a su padre, se enfrenta a un trágico reencuentro que reabre las heridas de ambos y le hace explorar los límites del olvido y la reconciliación.

## Rodaje y estreno
La película llegó a los cines españoles el 2 de septiembre de 2016. Inicialmente su estreno estaba previsto para comienzos de año, pero la productora Suroeste Films lo retrasó hasta la primavera, sin explicar las causas. El 4 de mayo, la productora volvía a comunicar que el estreno se atrasaba, esta vez al 2 de septiembre de 2016.
Uribe, en el preestreno del film en Almería que tuvo lugar en marzo declaraba: «La película todavía no se ha estrenado, va con cierto retraso, pero es una temática que es muy compleja. El tema de la violencia genera mucho dolor, mucha crispación e intentar profundizar un poco en ese tema es complicado y difícil.»
El presupuesto de la película ronda los 2.000.000 euros y en su estreno recaudó 37.342 euros. En la segunda semana en cines los espectadores cayeron y solo recaudó 4.105 euros.

## Reparto
- Eduard Fernández como Santi.
- Elena Anaya como Marina.
- José Luis García Pérez como Andrés.
- Ignacio Mateos como Emilio.
- Juan Motilla como Modesto.
- Teresa Arbolí como Justa.
- Olivia Delcán como Anabel.
- Martxelo Rubio como Mikel.
- Adrián Hernández como Lucas.
- Camino Texeira como Almudena.
- Verónica Moral como Asun.
- Susi Sánchez como Concha.
- Maika Barroso como Alfonsina.
- Manuel Tallafé como Valdemontero.
- Eva Almaya como Pilar.

## Críticas
Según ABC, Uribe retoma "un viejo e incómodo asunto, el del terrorismo etarra, mediante una historia que propone un mensaje, una actitud, un estado de ánimo que produce una inevitable incomodidad".
El giro en la trama final ha sido juzgado por numerosos críticos cinematográficos. 20minutos lo califica como "un giro digno de risa, si no fuese porque a tantos otros les devolverá dolor o, como poco, aturdimiento." Fotogramas añade que "la película se desmelena en lo (melo)dramático, fuerza hasta el paroxismo la credibilidad de la historia" que provoca "un delirante cortocircuito que algunos paladares adiestrados sin lugar a dudas sabrán apreciar en su justa medida." 
Sensacine recoge todas estas críticas y le otorga al film una nota de 2'8/5, media obtenida de las mismas.

## Premios y nominaciones
La película no obtuvo ninguna nominación en la XXX edición de los Premios Goya.